# Comté de Laclede
Le comté de Laclede est un comté du Missouri aux États-Unis.